# イサク・ヒエン
イサク・マルコルム・クワク・ヒエン（Isak Malcolm Kwaku Hien、1999年1月13日 - ）は、スウェーデン・ストックホルム出身のサッカー選手。アタランタBC所属。ポジションはDF。スウェーデン代表。

## クラブ経歴
キスタSCを経て、2010年にAIKソルナの下部組織に入団。アレクサンデル・イサクらとともにプレーしていたが、2016年にヴァーサルンドIFのリザーブチームへと移籍した。21歳まではFWとしてプレーしていたが、センターバックにポジションを変更してから急激に成長を遂げ、2021年7月にユールゴーデンIFへと引き抜かれた。
2022年8月22日、セリエAのエラス・ヴェローナFCに移籍し、4年契約を結んだ。
2024年1月2日、アタランタBCに移籍した。

## 代表経歴
2022年9月、所属クラブのエラス・ヴェローナでのプレーが評価され、スウェーデン代表に初招集された。9月24日、UEFAネーションズリーグのセルビア代表戦にて代表初出場を記録した。